# 伊蓮娜·維納·烏斯曼諾娃體操宮

伊蓮娜·維納·烏斯曼諾娃體操宮 (俄语：Дворец гимнастики Ирины Винер-Усмановой) 是坐落於俄羅斯莫斯科盧日尼基奧林匹克體育中心內的體育館。體操宮由莫斯科首席建築師謝爾蓋·庫茲涅佐夫（Sergey Kuznetsov）設計，由億萬富翁阿利舍爾·烏斯曼諾夫出資，並以他的妻子俄羅斯體操首席教練Irina Viner-Usmanova的名字命名，於2017年至2019年期間興建，在2019年6月18日正式開放。儘管體育館以體操宮命名，但場地不僅僅只能用於韻律體操項目，也能舉辦演唱會和節慶。 其他體育項目，包括體育舞蹈和運動攀岩，也能在體操宮進行。

## 開幕
體操宮由莫斯科市長謝爾蓋·謝苗諾維奇·索比亞寧於2019年6月18日宣布落成啟用。

## 外部連結
维基共享资源上的相關多媒體資源：伊蓮娜·維納·烏斯曼諾娃體操宮
- 官方网站 （俄語）